# Albert Einstein World Award of Science
O Prêmio Albert Einstein (World Award of Science) é oferecido pelo Conselho Mundial da Cultura para recompensar a contribuição de indivíduos ou organizações que prestaram serviços excepcionais no campo da Ciência e pelo seu esforço positivo em promover a fraternidade entre os povos e nações.
Não confundir com a Medalha Albert Einstein.

## Laureados
- 1984 - Ricardo Bressani[1]
- 1985 - Werner Stumm[1]
- 1986 - Monkombu Swaminathan[1]
- 1987 - Hugh Huxley[2]
- 1988 - Margaret Burbidge[2]
- 1989 - Martin Kamen[2]
- 1990 - Gustav Nossal[2]
- 1991 - Albert Fleckenstei[2]
- 1992 - Raymond Lemieux[2]
- 1993 - Ali Javan[2]
- 1994 - Sherwood Rowland[2]
- 1995 - Herbert Jasper[2]
- 1996 - Alec Jeffreys[2]
- 1997 - Jean-Marie Ghuysen[3]
- 1998 - Charles Goldman[3]
- 1999 - Robert Weinberg[3]
- 2000 - Frank Fenner[3]
- 2001 - Niels Birbaumer[3]
- 2002 - Daniel Janzen[3]
- 2003 - Martin Rees[3]
- 2004 - Ralph Cicerone[3]
- 2005 - John Joseph Hopfield[3]
- 2006 - Ahmed Zewail[3]
- 2007 - Fraser Stoddart[4]
- 2008 - Ada Yonath[4]
- 2009 - John Houghton[4]
- 2010 - Julio Montaner[4]
- 2011 - Geoffrey Alan Ozin[4]
- 2012 - Michael Grätzel[4]
- 2013 - Paul Nurse[4]
- 2014 - Philip Cohen[5][4]
- 2015 - Ewine van Dishoeck[4]
- 2016 - Edward Witten[6][4]
- 2017 Omar Yaghi
- 2018 Jean-Pierre Changeux
- 2019 Zhong Lin Wang